# Émilien Mulot-Durivage

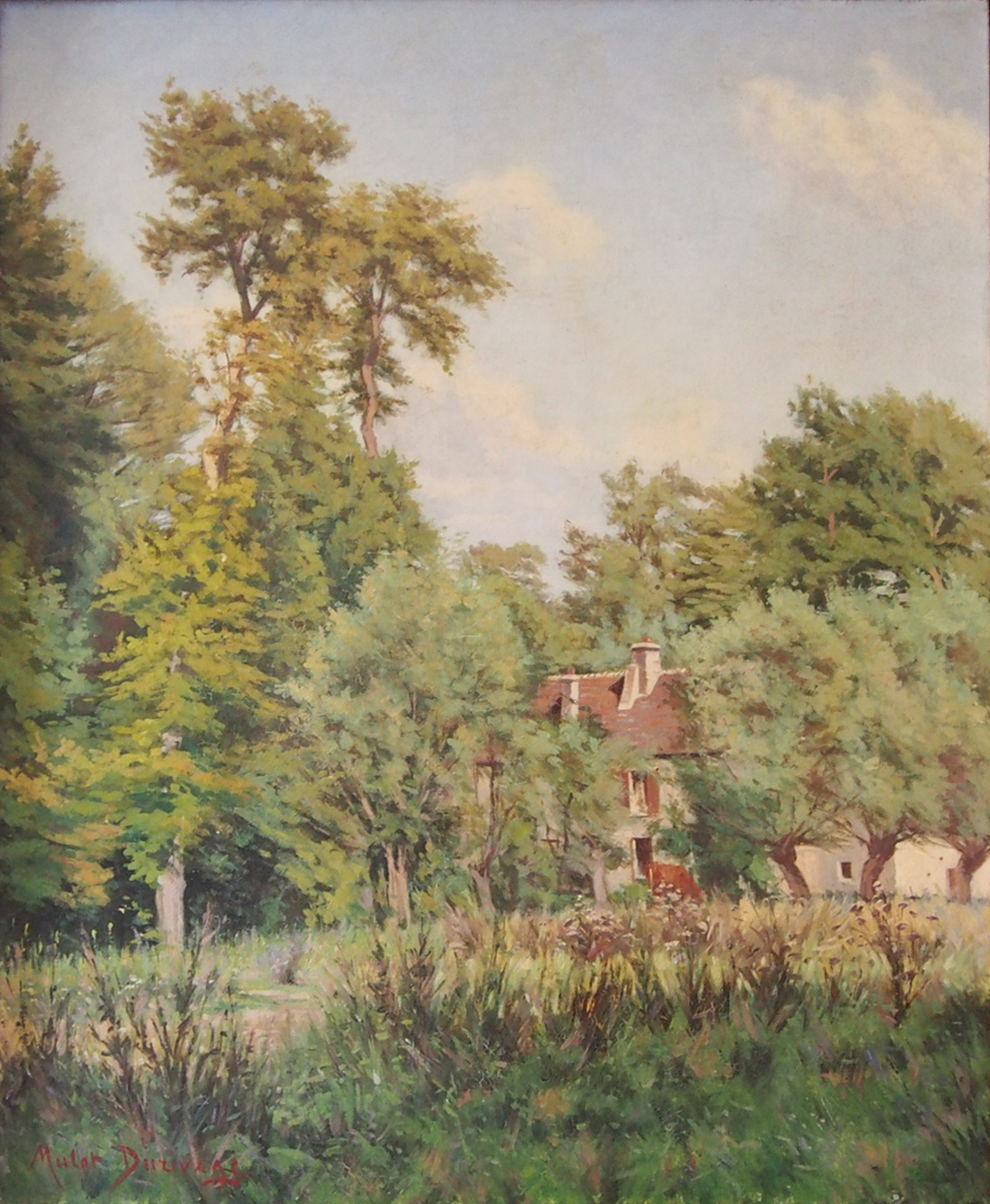
Émilien Mulot-Durivage: Paysage du Cotentin, près des bords de l'Ouve

Émilien Mulot-Durivage (* 9. März 1838 in Granville, Département Manche, Frankreich; † 11. September 1920 in Saint-Sauveur-le-Vicomte) war ein französischer Landschaftsmaler.

## Leben und Werk
Émilien Mulot-Durivage entstammte einer traditionsreichen Granviller Familie von Seeleuten und Korsaren, die sich Mulot sieur Durivage nannten. Er signierte seine Werke mit Mulot-Durivage. In Paris verkehrte er in Künstlerkreisen um Paul Cézanne, Edgar Degas, Claude Monet und Auguste Renoir. Mulot-Durivage wurde 1875 vom Salon de Paris abgelehnt und präsentierte seine Gemälde stattdessen im Salon des Refusés aus. Er stellte 1882, 1887 und 1890 im Salon der Société des Artistes Français aus. Er nahm an der ersten der acht Impressionisten-Ausstellungen teil (1874 im Atelier Nadar). 1887 zeigte er das Werk Bords du Loing, près Nemours im Pariser Salon und präsentierte Arbeiten auf der Ausstellung in Fontainebleau. Später zog er sich nach Saint-Sauveur-le-Vicomte zurück, wo er gemeinsam mit seiner Schwester Azelma regionale Landschaften malte. Die Motive von Émilien Mulot-Durivault reichen von Flusslandschaften und Hafenansichten bis hin zu Gärten in der Normandie. Sie sind häufig von einem lockeren Pinselduktus und atmosphärischen Lichtstimmungen geprägt. In privaten Sammlungen und auf Auktionen tauchen zudem Stillleben und Interieurszenen auf.